# Zhou Peng
Dans ce nom, le nom de famille, Zhou, précède le nom personnel.
Zhou Peng, né le 11 octobre 1989 à Dandong en Chine, est un joueur de basket-ball chinois, évoluant au poste d'ailier.